# Maison d'arrêt de Douai
La maison d'arrêt de Douai, également nommée prison de Douai ou prison de Cuincy, est une maison d'arrêt située rue de Cuincy à Douai, dans le Nord, en France.

## Histoire
La prison est construite en 1907.
La maison d'arrêt de Douai a été le lieu de la dernière exécution d'un citoyen français, et l'avant-dernière au total en France. Jérôme Carrein a en effet été guillotiné dans une cour de l'établissement à l'aube du 23 juin 1977.

## Détenus notables
- Georges Bouhour[2]
- René Caby[3]
- Louis Caron, guillotiné le 6 juillet 1943[4],[5],[6]
- Jérôme Carrein, guillotiné le 23 juin 1977, à 4 h 30, par le bourreau Marcel Chevalier[7].
- Roger Crépinge[8], guillotiné le 6 juillet 1943
- Jean-Marie Fossier[9]
- Valentin Hudziak, guillotiné le 19 mai 1943[10]
- Bronislaw Kania[11], guillotiné le 21 août 1943
- Tadeusz Kempa[4],[12], guillotiné le 3 novembre 1942
- Hyacinthe Mars[13]
- Aimable Martel[14]

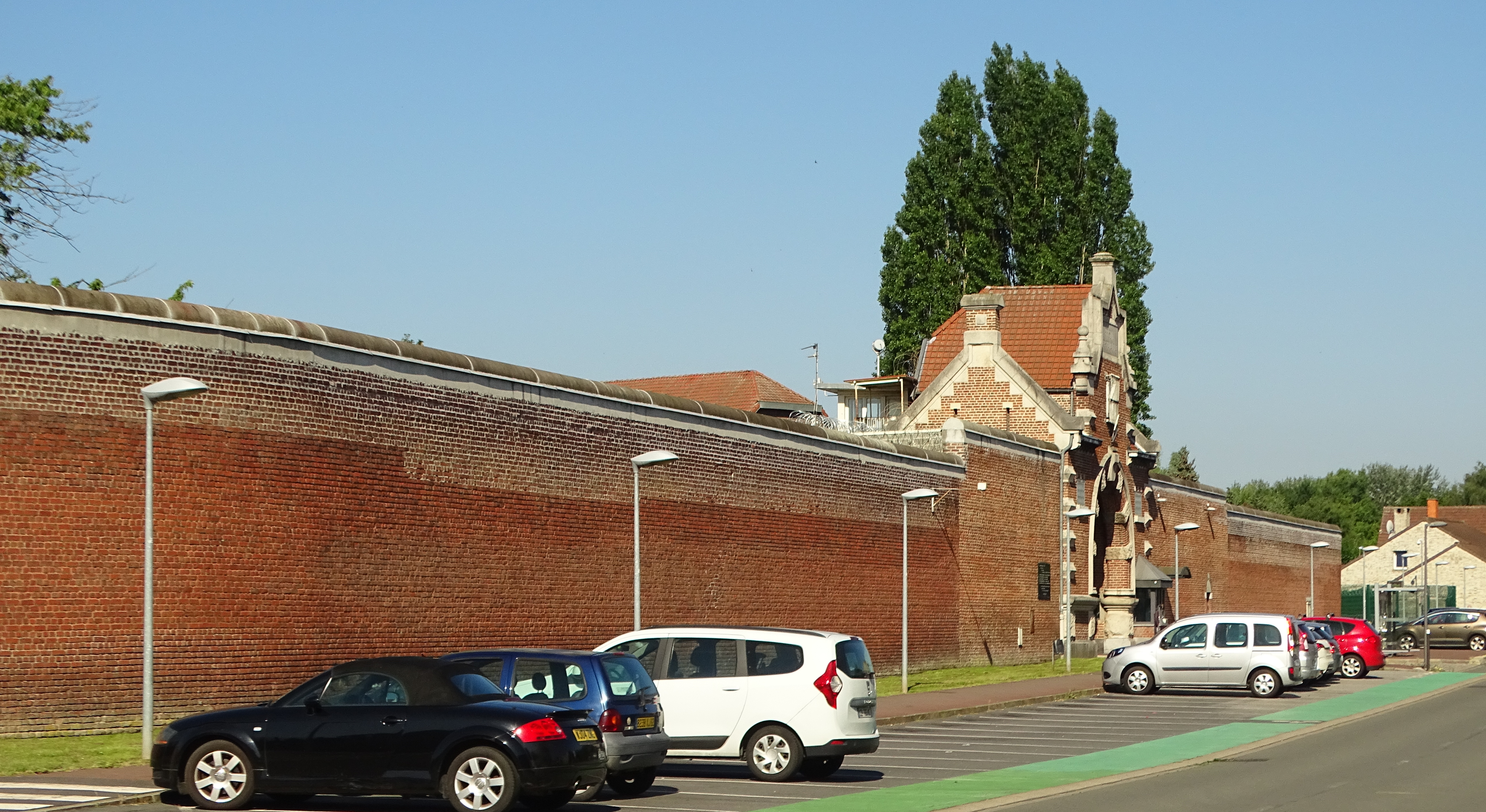
Le mur d'enceinte et l'entrée.
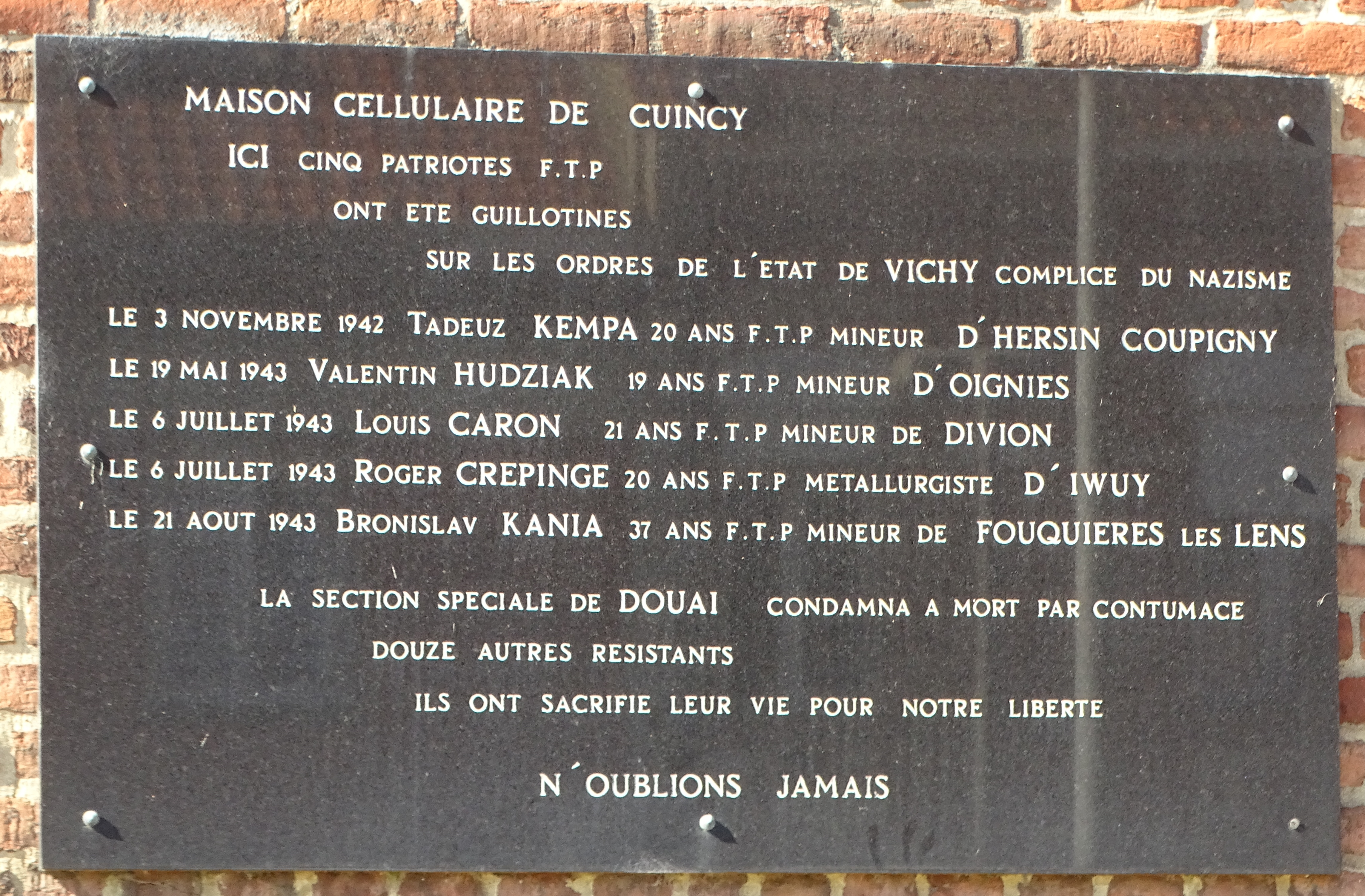
La plaque commémorative.